# Alfred Riedl
Alfred Riedl (Vienna, 2 novembre 1949 – Pottendorf, 7 settembre 2020) è stato un calciatore e allenatore di calcio austriaco, di ruolo attaccante.

## Carriera
Fu capocannoniere del campionato austriaco nel 1972 e capocannoniere del campionato belga nel 1973 e nel 1975.

## Palmarès

### Giocatore

#### Competizioni nazionali
- Campionato austriaco: 2

Austria Vienna: 1968-1969, 1969-1970
- Coppa d'Austria: 2

Austria Vienna: 1970-1971
Grazer AK: 1980-1981

### Allenatore

#### Competizioni internazionali
- Supercoppa CAF: 1

Zamalek: 1994